# Уральская неделя
«Уральская неделя» — еженедельная общественно-политическая газета Казахстана.

## Содержание и тематика
Тираж - 18 500 Редактор Лукпан Ахмедьяров получил премию Питера Маклера, присуждаемой международной организацией “Репортеры без границ”. Серебряная медаль за дизайн детской полосы на международном конкурсе "Лучшая региональная газета", Второе место за визуальное оформление сайта и за визуальность подачи информации в конкурсе среди СМИ стран Средней Азии проводимой организацей "Интерньюс"

## Акции
29 ноября в преддверии праздника День первого президента журналисты «Уральской недели» раздали листовки со словами президента о сменяемости власти.

## Правление
Редактор — Лукпан Ахмедьяров
Администрация сайта: Тамара ЕСЛЯМОВА

## Судебное преследование
Уральский городской суд вынес решение по иску начальника управления внутренней политики области Тлеккабыла Имашева к журналисту Лукпану Ахмедьярову и учредителю газеты «Уральская неделя» ТОО «Журналистская инициатива». Ответчики должны были выплатить Имашеву пять миллионов тенге в качестве компенсации ущерба деловой репутации и принести ему публичные извинения
Суд №2 Уральска обязал газету "Уральская неделя" и её журналиста Лукпана Ахмедьярова выплатить 1,5 миллиона тенге в пользу офицера областного департамента по борьбе с экономической и коррупционной преступностью (финполиция) Армана Кожахметова

## Блокировка
Сайт газеты был заблокирован 2 ноября 2010 года.
Повторно был заблокирован сайт 12 апреля 2014 года.